# Electric Daisy Carnival
Electric Daisy Carnival (EDC) es un festival de música electrónica organizado por la empresa Insomniac Events. El festival abarca géneros como EDM, House, Dance, Electro, drum and bass, Techno, dance-punk, Hard dance, Dubstep, Trance, Trap y mucho más. Los más populares productores y DJs como Andrew Bayer, Armin van Buuren, Yellow Claw y Tiësto se presentan en los lugares donde se realizan festivales de este tipo. Comenzando por Estados Unidos (California, Colorado, Florida, Illinois, Nevada, Nueva Jersey, Nueva York, Texas, Puerto Rico), así como en el extranjero, incluyendo México, Reino Unido, Brasil, India, China, Japón, Corea del Sur, Colombia y Tailandia. Es el festival de música electrónica más grande en América, EDC se denominó la "Ibiza Americana" en 2010.
En 2009, EDC se convirtió en un evento de dos días, y en 2011 un evento de tres días en Las Vegas que atrajo a 230.000 personas. En 2015 atrajo a más de 400 000 durante 3 días (135 000 por día).

## Historia
La primera edición de Electric Daisy Carnival se llevó a cabo el 29 de agosto de 1997, en un lugar al aire libre en Los Ángeles, California, por Gary Richards (ejecutivo musical) y Steve Kool-Aid. Se llevó a cabo una vez al año, y en 1997 se llevó a cabo en el Shrine Auditorium en los Ángeles.
La denominación "Electric Daisy Carnival" fue seleccionada por el socio de Insomniac, Philip Blaine. El uso del nombre fue aprobado por Steve Kool-Aid a través de Gary Richards como un homenaje a la creación original de varios años antes. Felipe en ese momento era socios con Gary Richards en 1500 Records. Al principio, varios lugares del sur de California fueron la sede del festival anual de música electrónica: Los Ángeles Memorial Coliseum y Exposition Park en Los Ángeles,  National Orange Show Events Center en San Bernardino, Queen Mary Events Park, en Long Beach, El Parque Acuático de Dolores en Barstow, Hansen Dam, en Lake View Terrace, y el Agri-Center en Tulare. 2009 marcó el primer año en que se produjo el festival en Puerto Rico. En 2010, el evento se expandió a Dallas, Texas, y en 2011, se añadió un evento en Orlando, Florida. En 2012, la EDC se expandió a Nueva York, y en 2013 se amplió a Milton Keynes, Reino Unido, y Chicago. En el 2014 llegó por primera vez a la CDMX por 2 días.

### Ediciones del Festival
2023
EDC Las Vegas

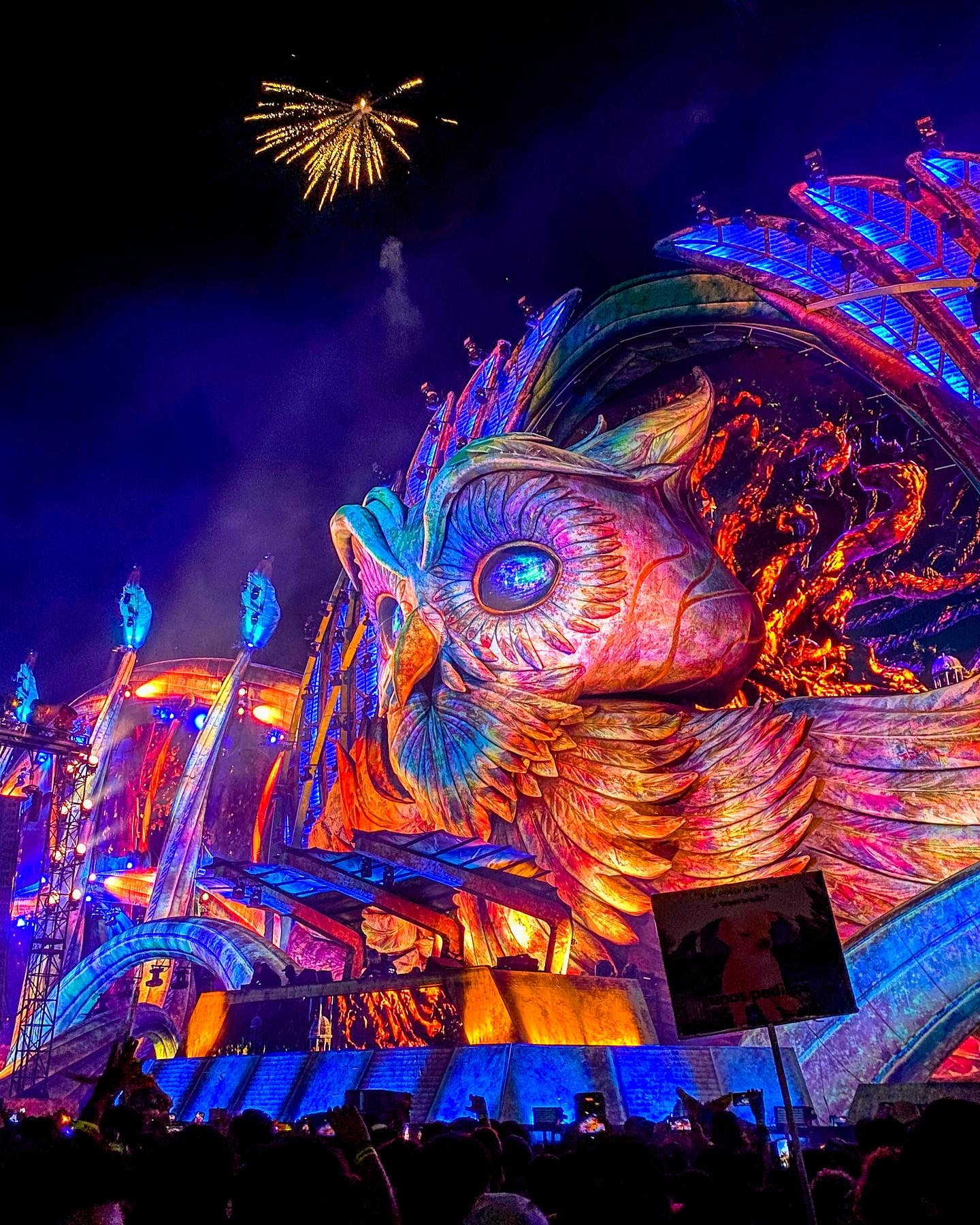
EDC México 2022 Main Stage

Se realizó en el Autódromo Las Vegas Motor Speedway los días 19, 20 y 21 de mayo
2022
EDC México
Se realizó en el Autódromo Hermanos Rodríguez los días 25, 26 y 27 de febrero
2019
EDC Las Vegas

EDC México
Se realizó en el Autódromo Hermanos Rodríguez los días 23 y 24 de febrero en su sexta edición.
Contó con los escenarios de Kinectic Field, Circuit Grounds, Wasteland, Neon Garden, DosEquis Stage, entre otros. El escenario principal (Kinectic Field) fue la edición recortada del escenario usado en EDC Las Vegas 2018
EDC Japan
Se realizó el 11 y 12 de mayo en el Estadio Chiba Marine, con el escenario principal Kinectic Field.

#### 2017
El EDC regresó por cuarta vez a la Ciudad de México. Esta vez Pasquale Rotella anunció que EDCMx era el segundo festival más grande de insomniac. El festival tuvo lugar en Autódromo Hermanos Rodríguez del 25 al 26 de febrero. Así como también regresó al Las Vegas Motor Speedway. Ese evento se desarrolló del 16 al 19 de junio. Más de 135 000 asistentes se presentaron en la noche de apertura. Un hombre de 34 años de California murió con una causa desconocida. El evento se llevó a cabo durante una ola de calor que registró temperaturas de más de 110 grados Fahrenheit durante el día y 90 grados en la noche. El EDC UK 2017, que se celebrará en Milton Keynes en Inglaterra en julio de 2017, tuvo que ser cancelado. El EDC Orlando 2017 fue anunciado durante la irrupción comercial en la transmisión en vivo del EDC Las Vegas 2017 en Red Bull TV. El martes siguiente, fue anunciado en la web de Insomniac, así como el sitio web del EDC Orlando. El evento volverá a Tinker Field del 10 al 11 de noviembre de 2017.

#### 2016
Los festivales de 2016 se llevarán a cabo en la Ciudad de México el 27 y 28 de febrero;   En la Ciudad de Nueva York el 14 y 15 de mayo; Las Vegas del 17 de junio hasta el 19; Milton Keynes, Reino Unido el 9 de julio; y Tokio en un día que se determine en julio.

#### 2015
Esta edición del EDC se llevó a cabo dentro de los Estados Unidos en Orlando, Florida en el Tinker Field de EDC Orlando el 6 y 7 de noviembre, East Rutherford, Nueva Jersey, en el Estadio Metlife de EDC Nueva York el 23 y 24 de mayo, y Las Vegas, Nevada en las Vegas Motor Speedway el 19, 20 y 21 de junio.
A nivel internacional, Electric Daisy Carnival se llevó a cabo en el Estadio Sixto Escobar en San Juan, Puerto Rico por sexta vez el 21 y 22 de febrero, Autódromo José Carlos Pace en Sao Paulo, Brasil, por primera vez el 4 y 5 de diciembre, Autódromo Hermanos Rodríguez en la Ciudad de México, México por segundo año consecutivo el 28 de febrero y 1 de marzo, y el National Bowl de Milton Keynes, Reino Unido por tercera vez el 17 de julio.

#### 2014
En noviembre de 2013, se anunció que el festival tendría lugar en Las Vegas Motor Speedway del 20 al 22 de junio de 2014. Insomniac Events anunció que todas las 345.000 entradas para el festival de tres días habían sido vendidas el 18 de junio de 2014. al concluir el evento de 2014, el festival masivo de tres días atrajo a más o menos 134.000 por día. en el EDC Nueva York, EDC Milton Keynes, EDC Puerto Rico y Orlando EDC todos regresaron este año. EDC Chicago no se llevó a cabo en 2014 debido a problemas de programación en el Chicagoland Speedway, como se llevó a cabo durante el fin de semana del Memorial Day del 2014.  El EDC Nueva York y Chicago se llevó a cabo en 2013. La primera edición del festival en México se llevó a cabo en marzo, del 15 al 16, 2014.

#### 2013
En 2013, la EDC se llevó a cabo en Londres y Chicago por primera vez, así como en Nueva York, Las Vegas, San Juan Puerto Rico y Orlando. EDC Las Vegas fue celebrado en junio del 21 al 23, y contó con A-Trak, Above & Beyond, Afrojack, Armin van Buuren, Avicii, Benny Benassi, Calvin Harris, Empire of the Sun, Fatboy Slim, Hardwell, Major Lazer, Porter Robinson, Tritonal y Tiesto. La logística en el evento estuvo a cargo de Insomniac para dejar las cosas para la etapa estructural más grande de Norteamérica.

## Documental

### Under the Electric Sky
Una película documental llamado Under the Electric Sky sobre el festival se estrenó en el Festival de Sundance de 2014.